# چهل و نهمین مراسم گلدن گلوب
چهل و نهمین مراسم گلدن گلوب (به انگلیسی: 49th Golden Globe Awards) به افتخار بهترین فیلم و تلویزیون سال ۱۹۹۱ در ۱۸ ژانویه سال ۱۹۹۲ در لس آنجلس کالیفرنیا برگزار شد.
آنجلا لنسبوری برای چهارمین بار است که برای مجموعه تلویزیونی او نوشت: قتل برنده جایزه گوی زرین می‌شود. او نخستین بار در سال ۱۹۸۴ برای بازی در مجموعه تلویزیونی او نوشت: قتل برنده شد سپس در سال‌های ۱۹۸۶ و ۱۹۸۹ و ۱۹۹۱ نیز این عنوان را تکرار کرد و برنده یهترین بازیگر نقش اول زن در یک سریال تلویزیونی - درام شد
وی ۹ بار پیاپی از سال ۱۹۸۴ میلادی تا ۱۹۹۲ میلادی برای بازی در مجموعه تلویزیونی او نوشت: قتل کاندبدای دریافت گلدن گلوب شد وی یک بار دیگر و برای ۱۰ مین بار در سال ۱۹۹۴ نیز کاندیدای دریافت گوی زرین برای سریال او نوشت: قتل شد.

## برندگان و نامزدها

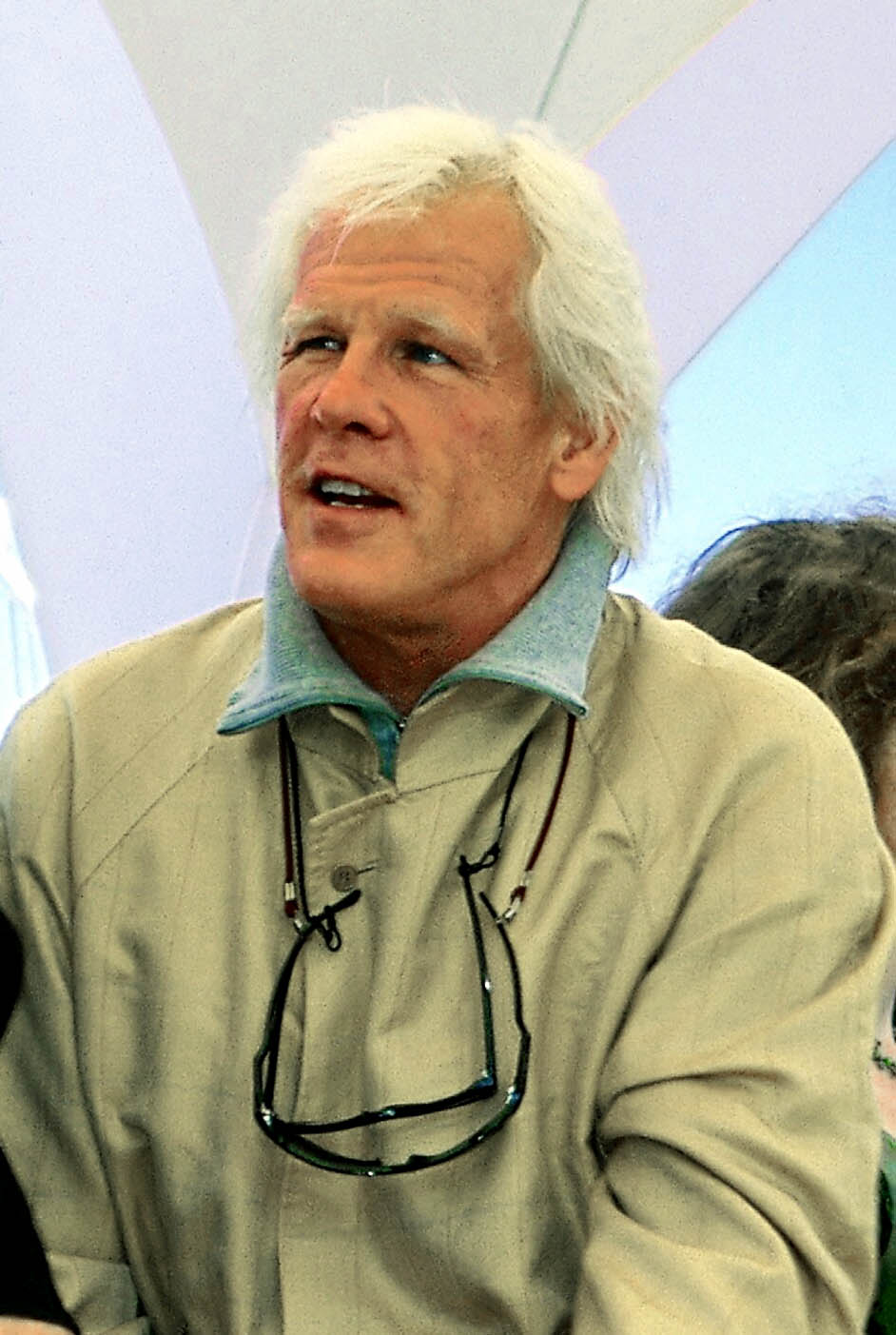
نیک نولتی، Best Actor Motion Picture – Drama winner

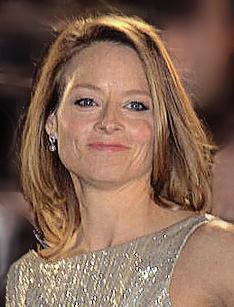
جودی فاستر، Best Actress Motion Picture – Drama winner

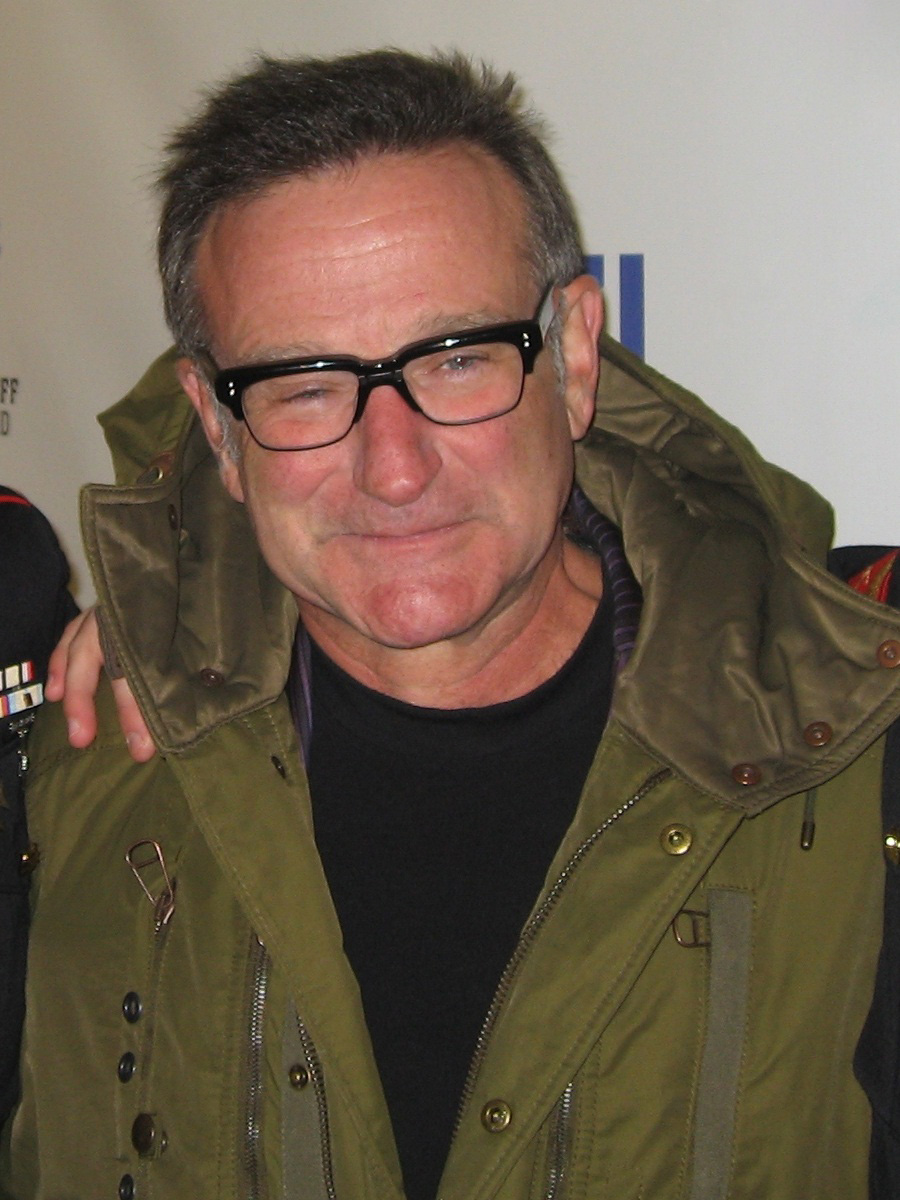
رابین ویلیامز، Best Actor Motion Picture – Musical or Comedy winner

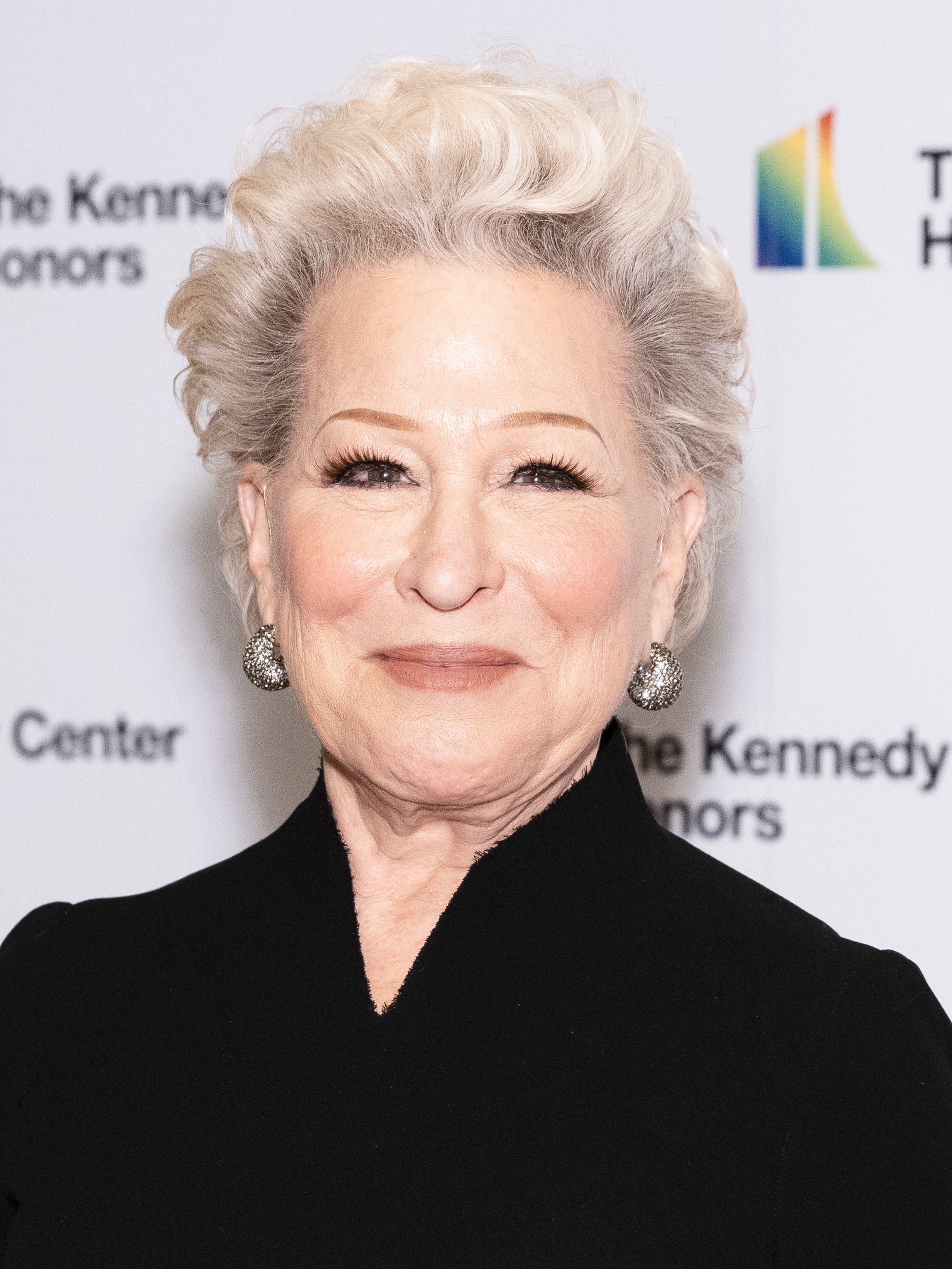
بت میدلر، Best Actress Motion Picture – Musical or Comedy winner

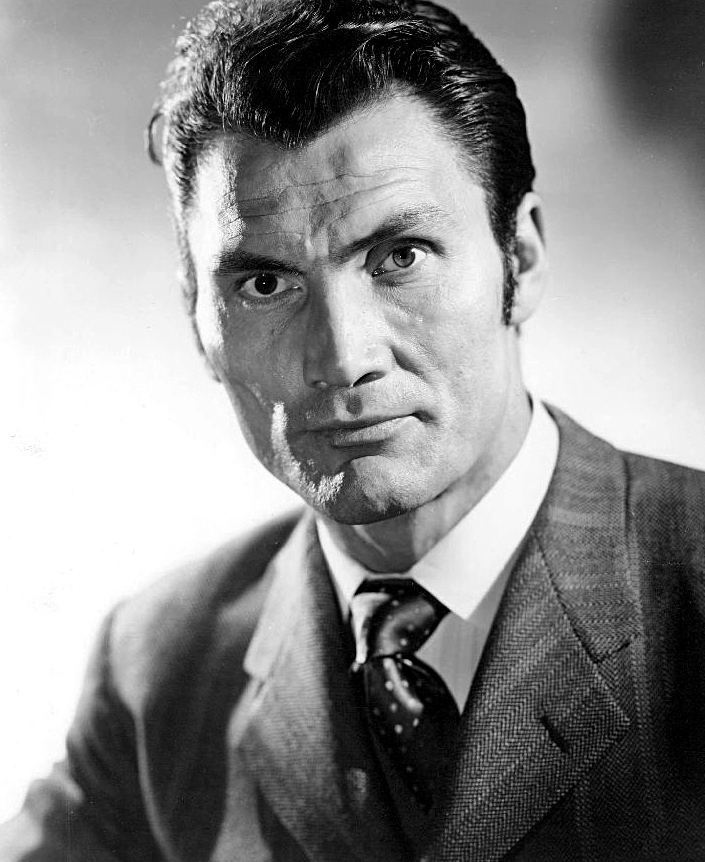
جک پالانس، Best Supporting Actor winner

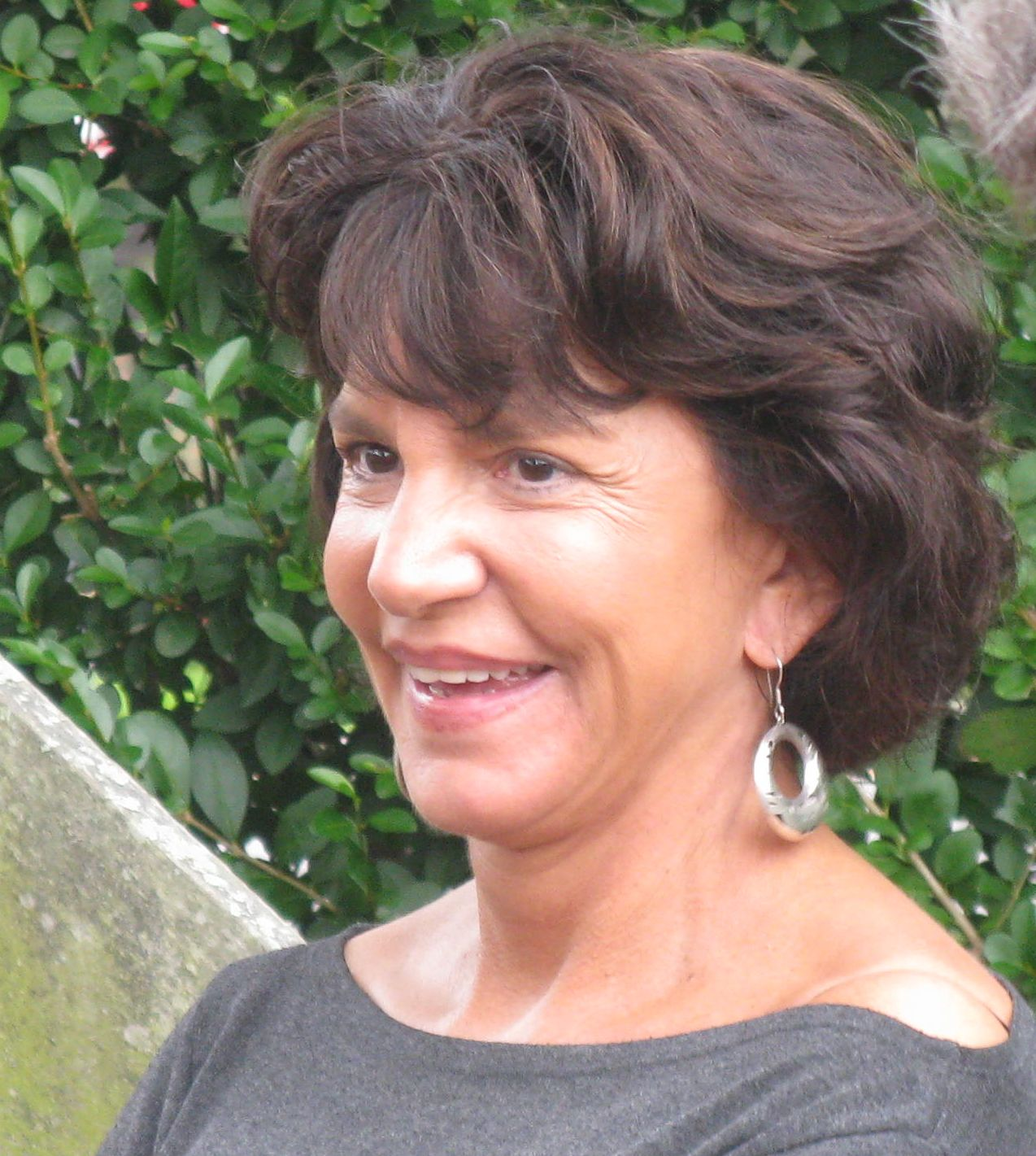
مرسدس روئل، Best Supporting Actress winner

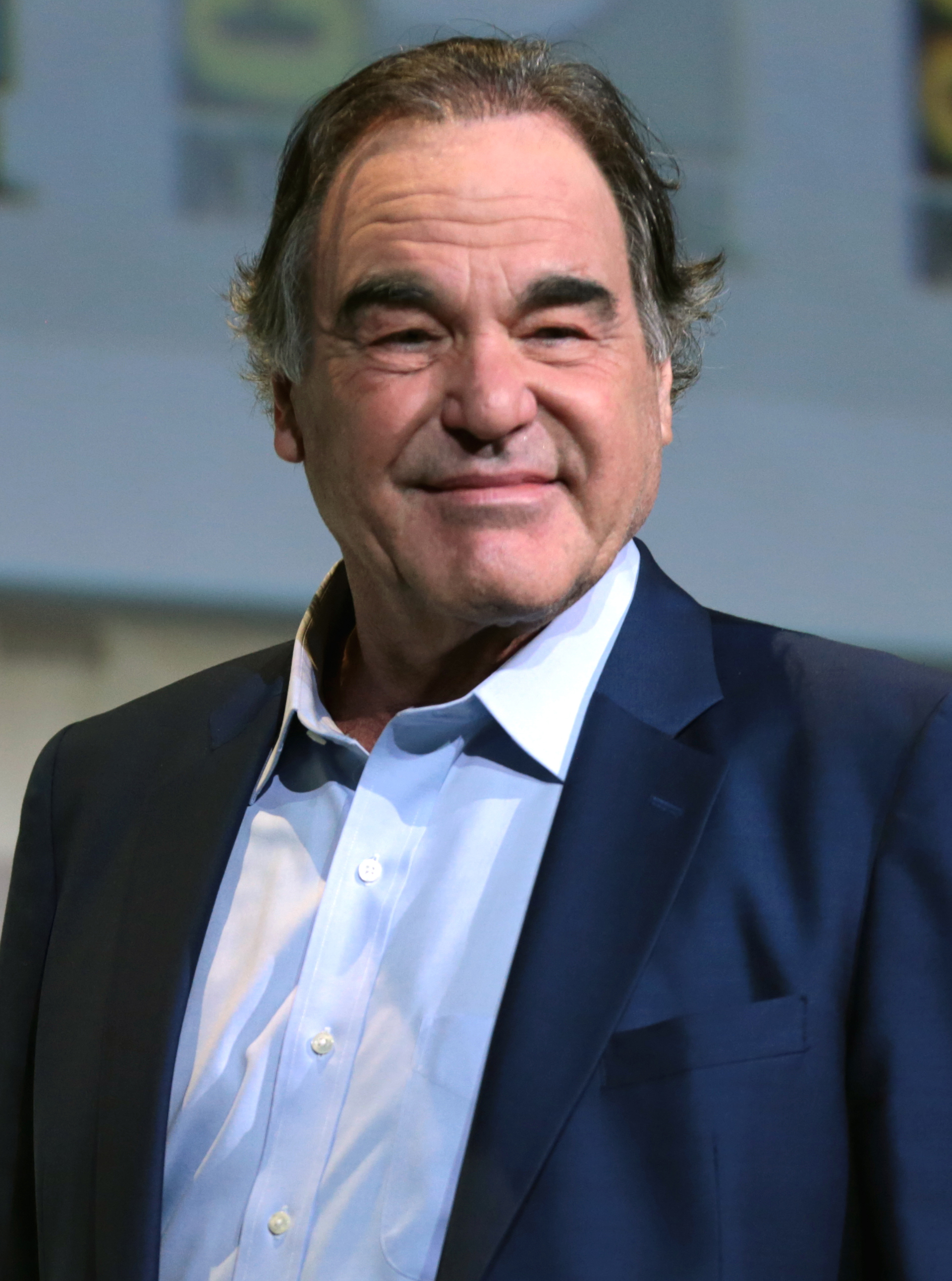
الیور استون، Best Director winner

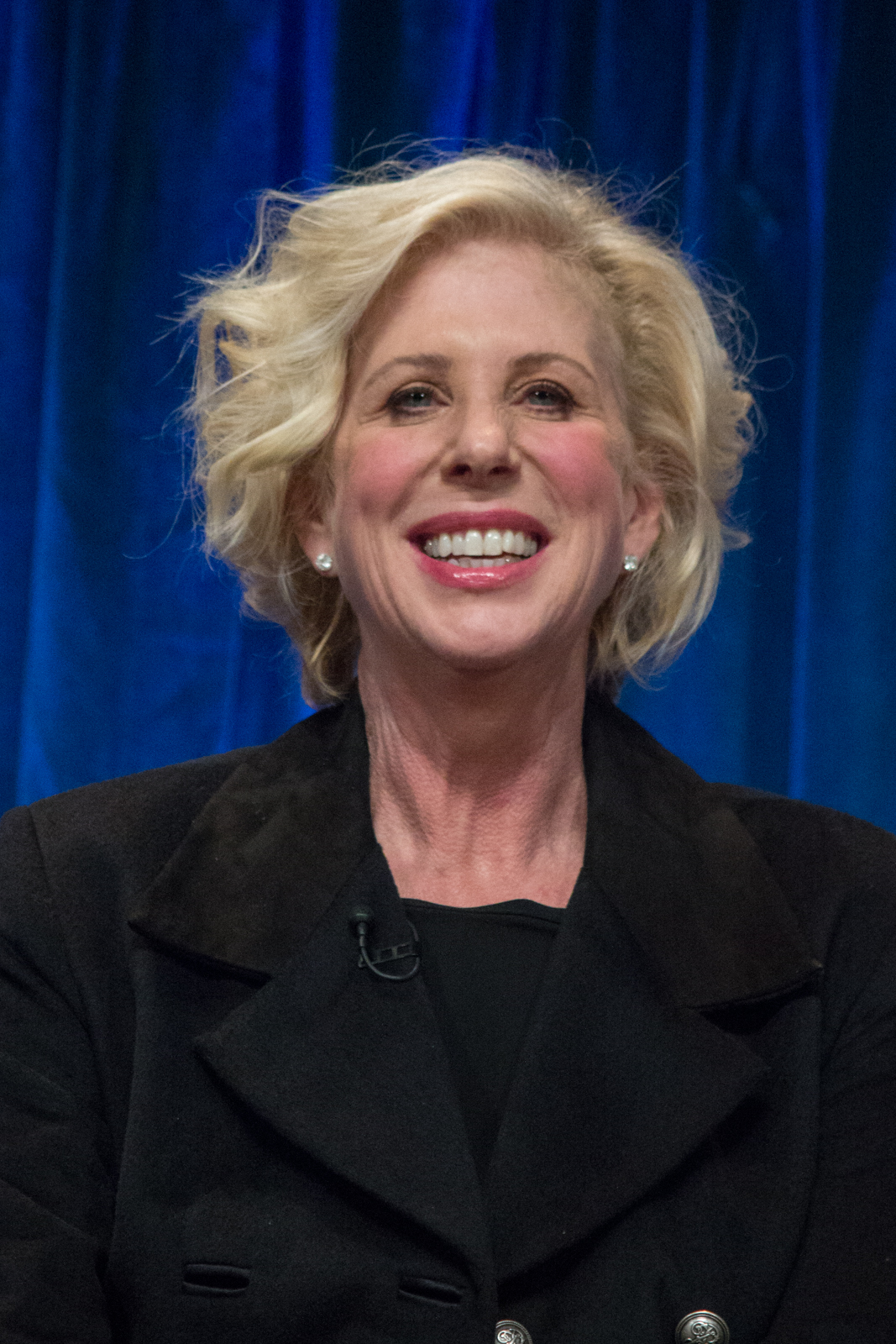
کالی خوری، Best Screenplay winner

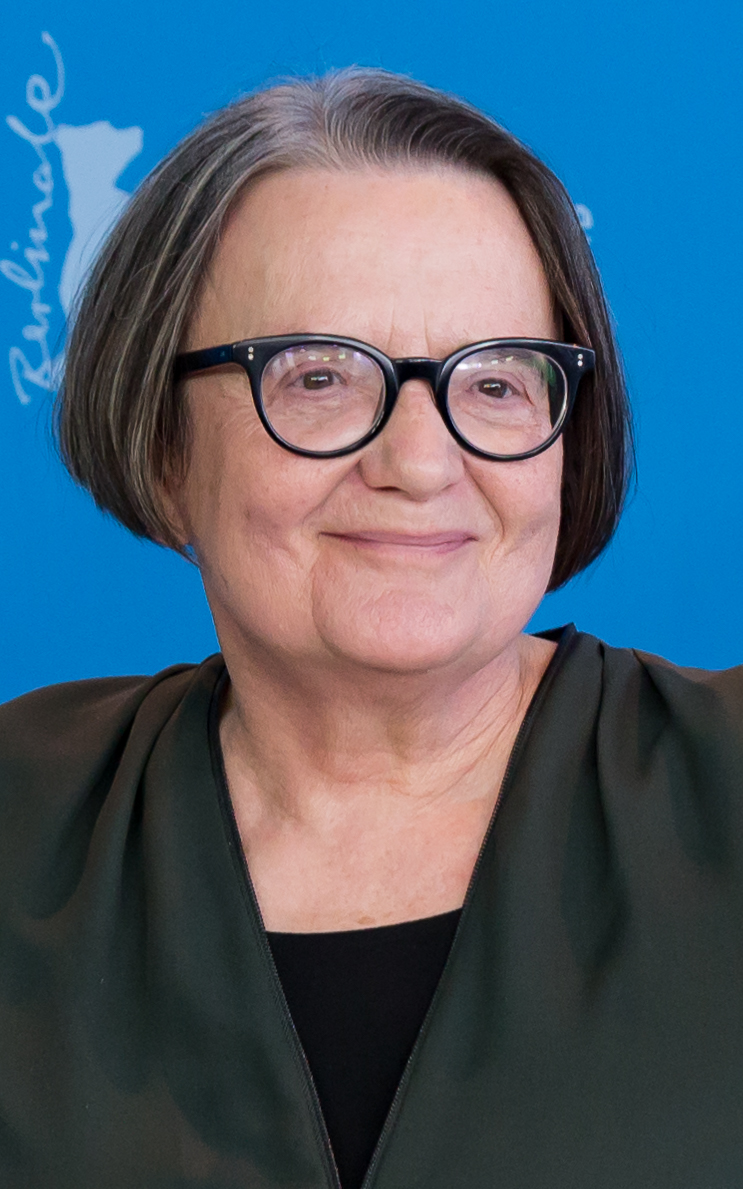
آگنیشکا هولاند، Best Foreign Language Film winner

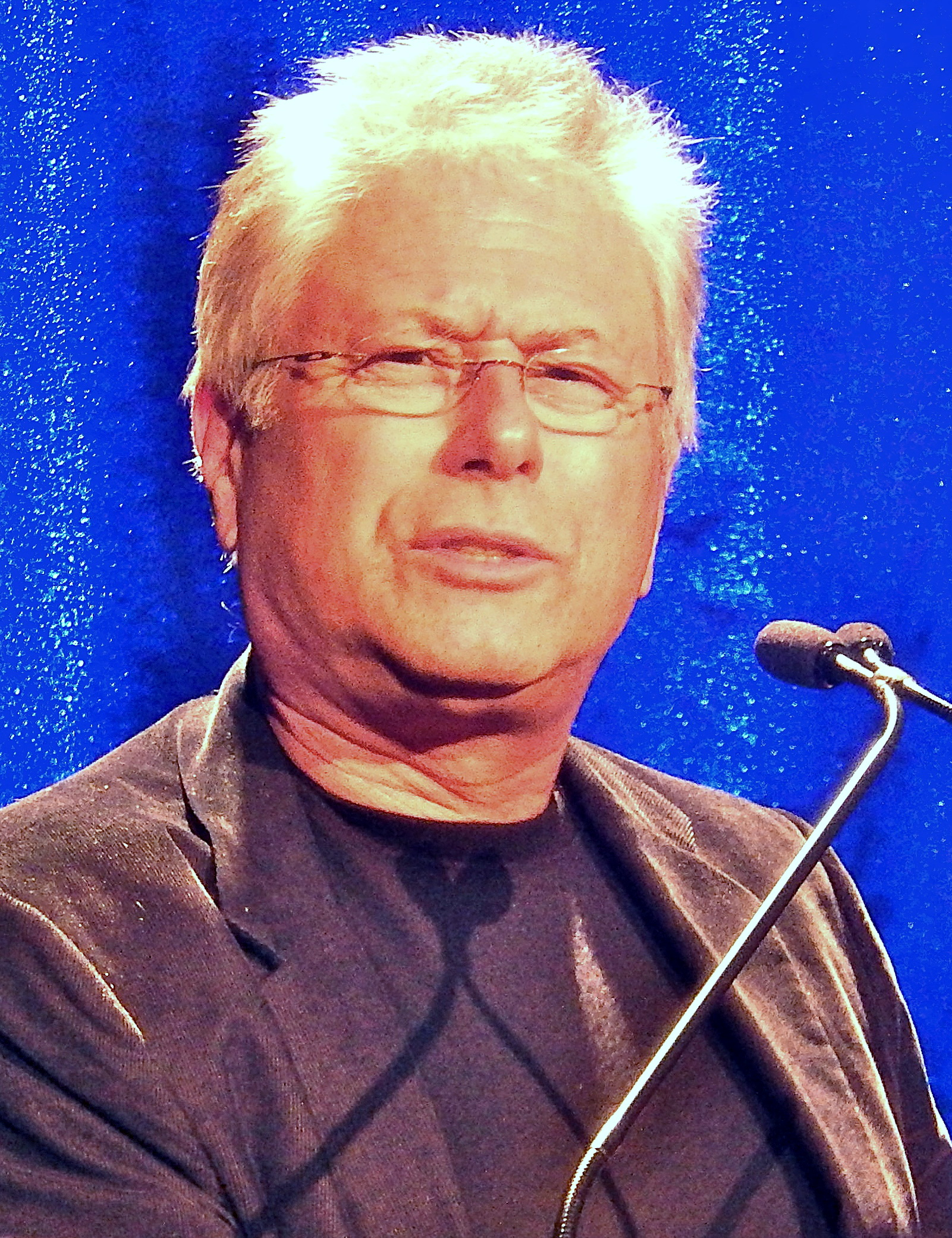
آلن منکن، Best Original Score winner

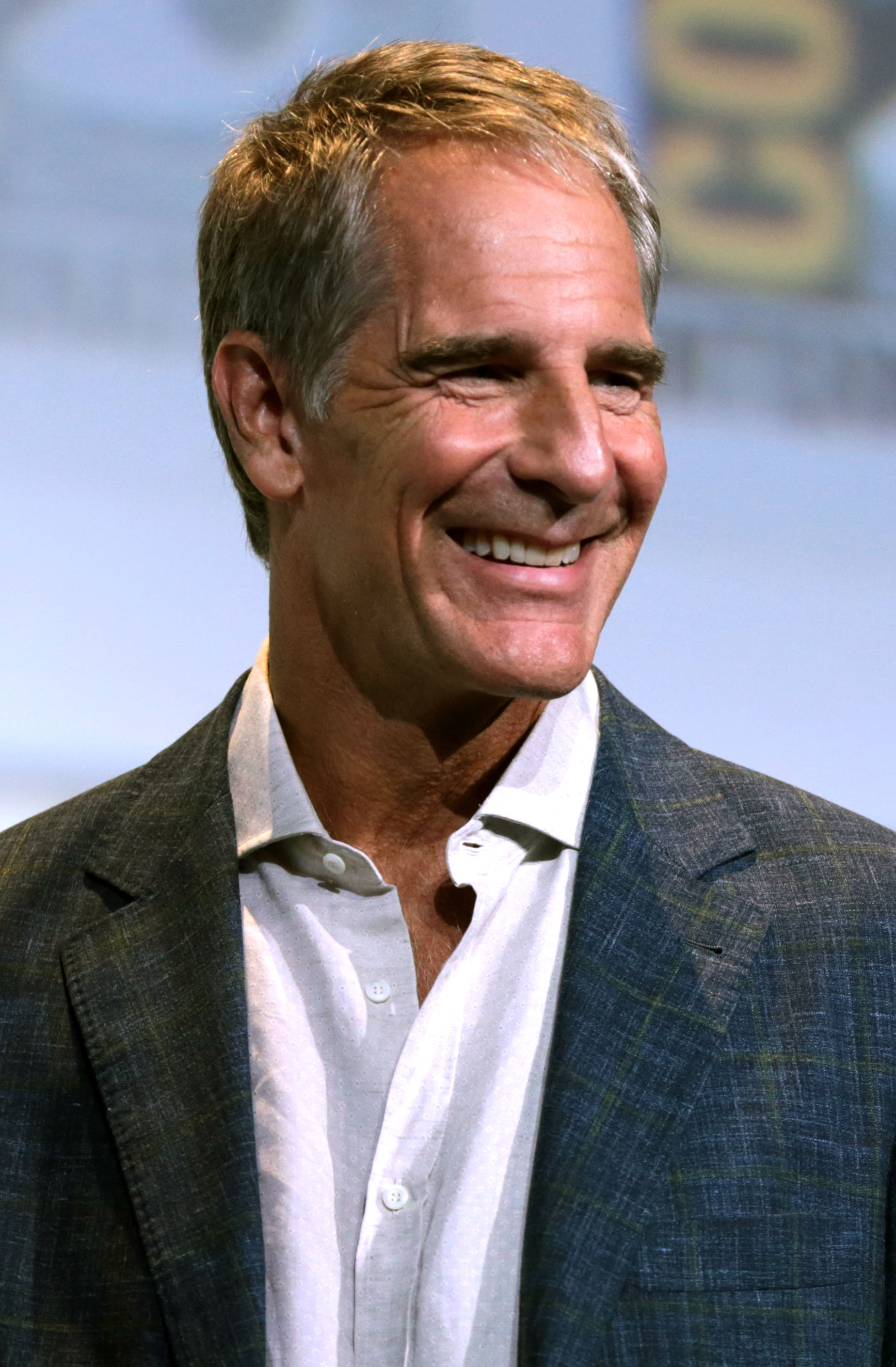
اسکات باکولا، Best Actor – Drama Series winner

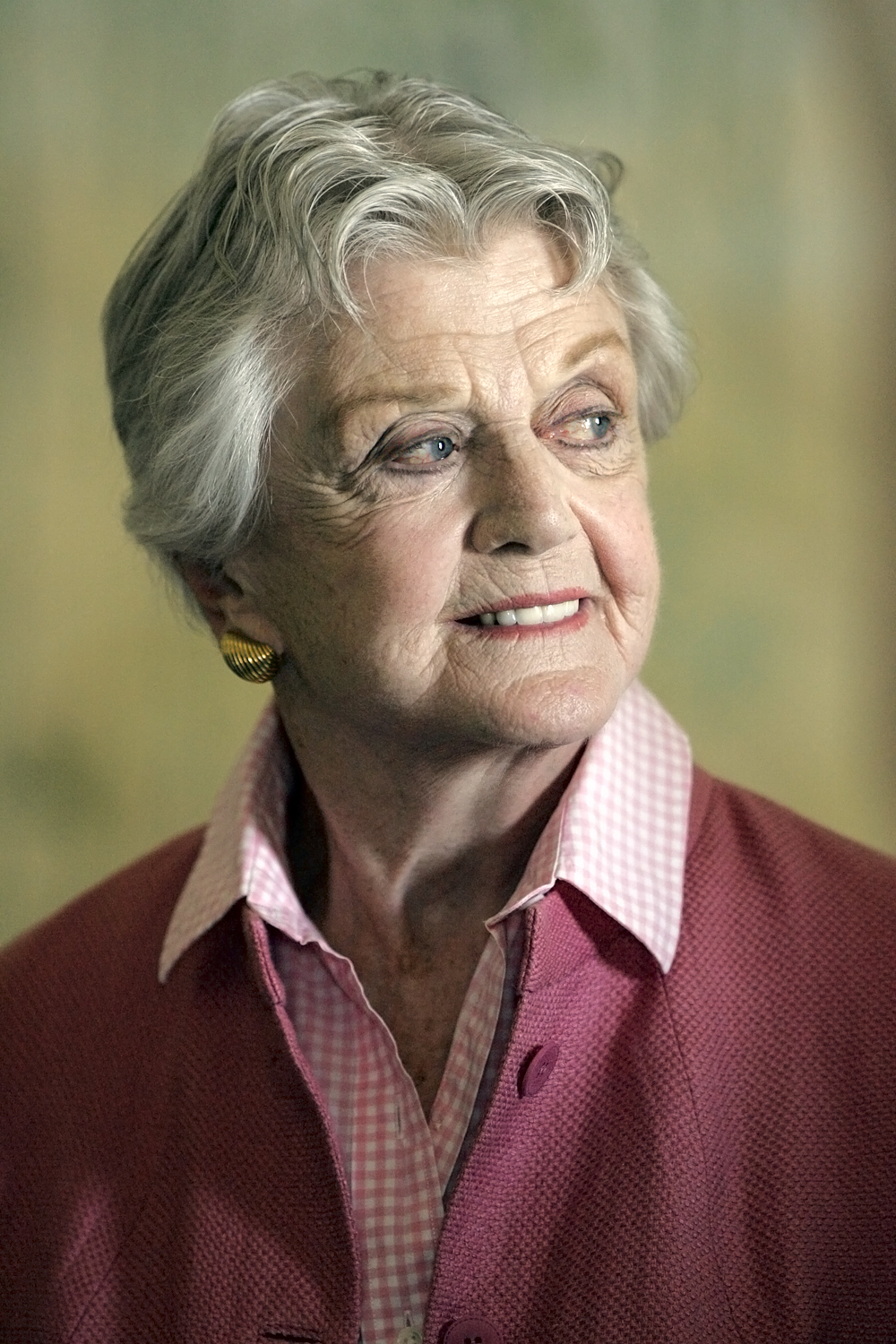
آنجلا لنسبوری، Best Actress – Drama Series winner

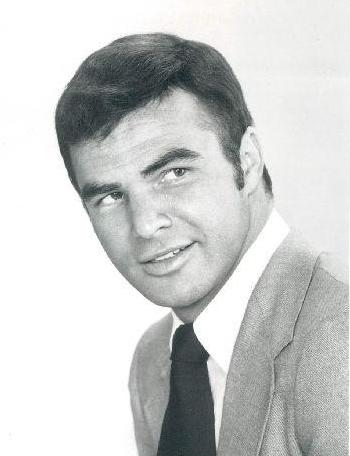
برت رینولدز، Best Actor – Comedy or Musical Series winner

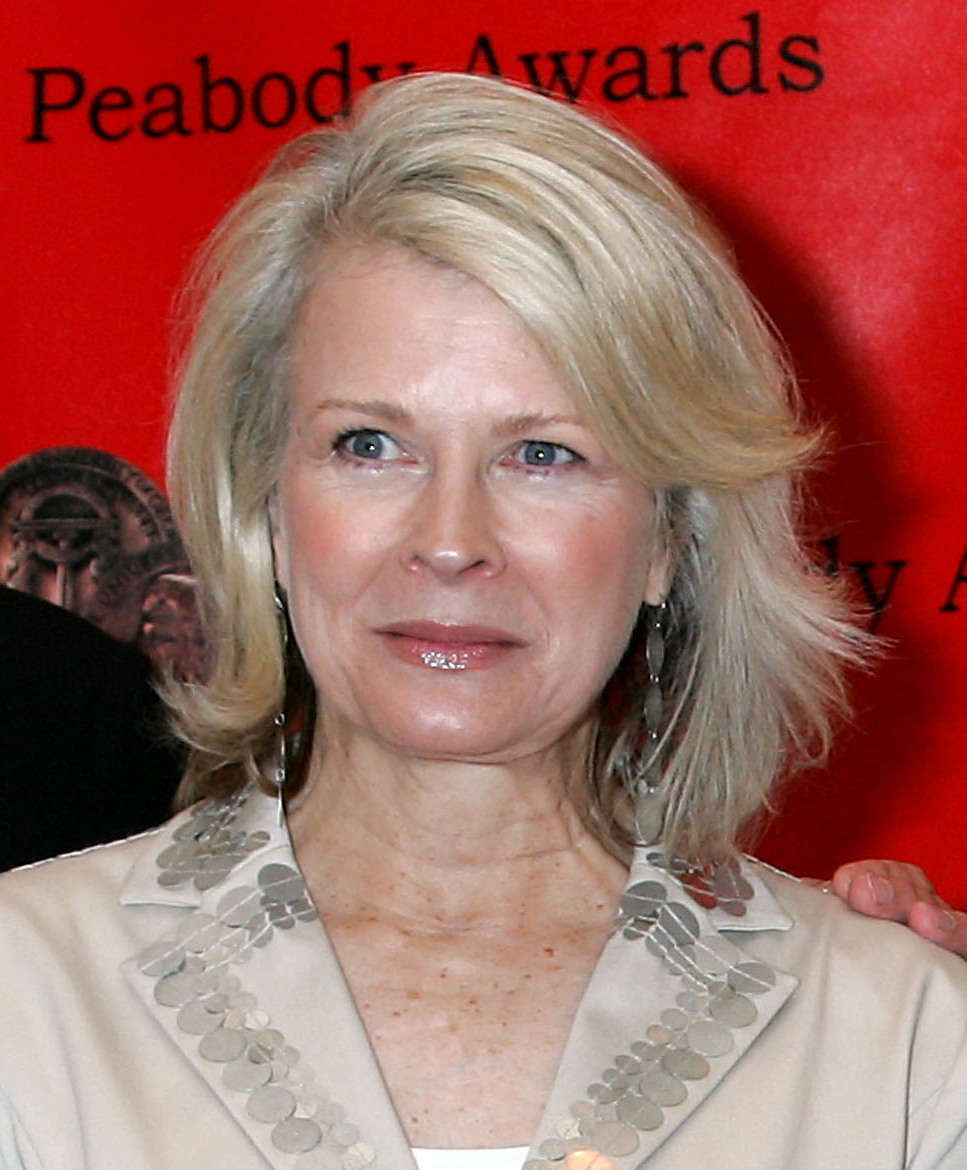
کندیس برگن، Best Actress – Comedy or Musical Series winner

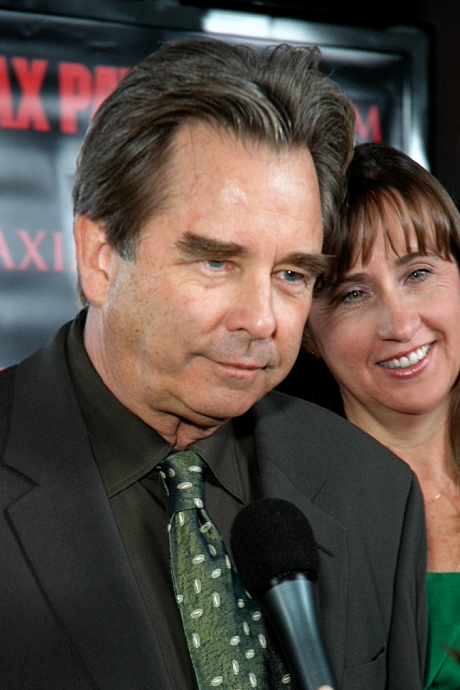
بو بریجز، Best Actor – Miniseries or Television Movie winner

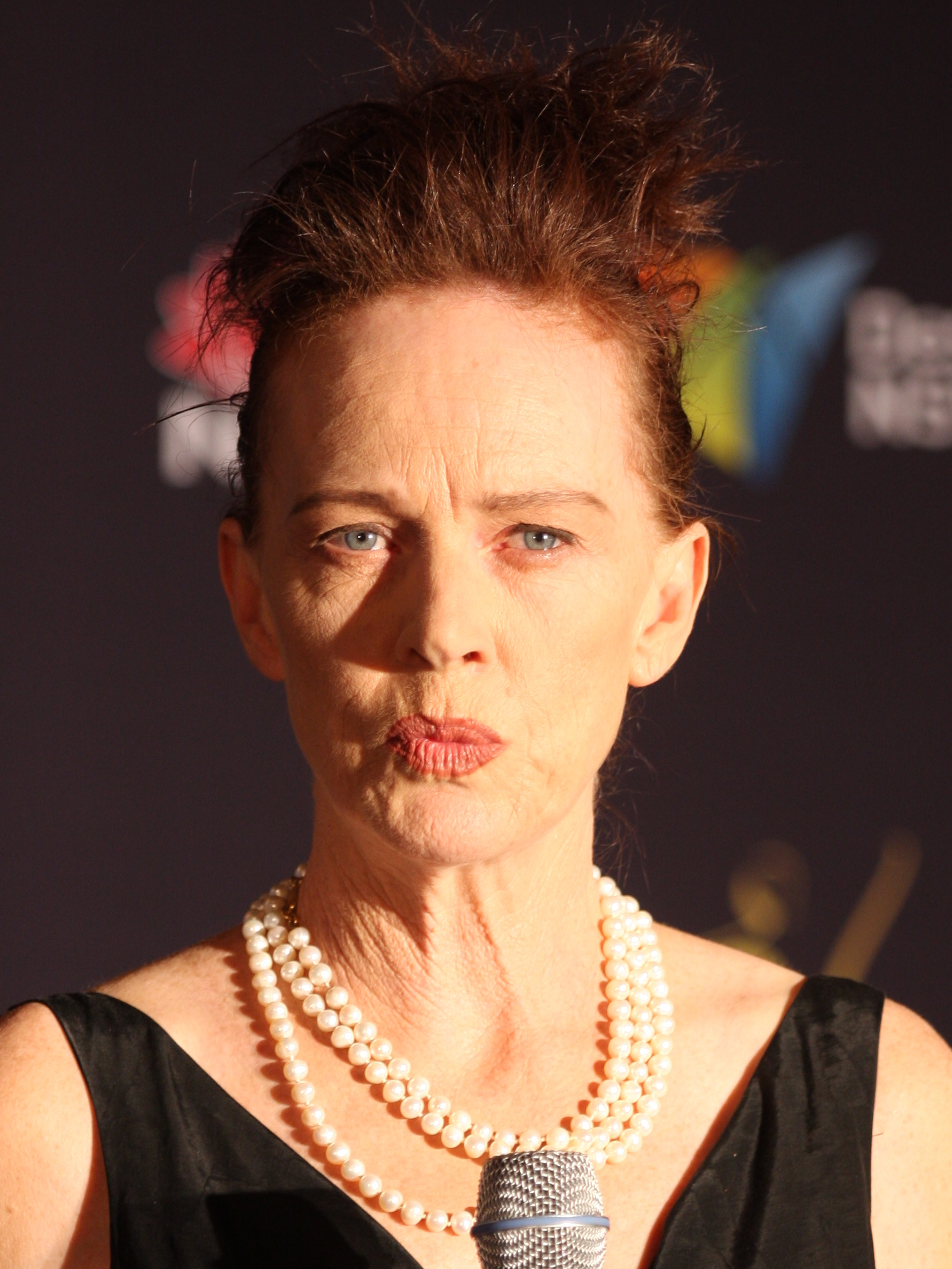
جودی دیویس، Best Actress – Miniseries or Television Movie winner

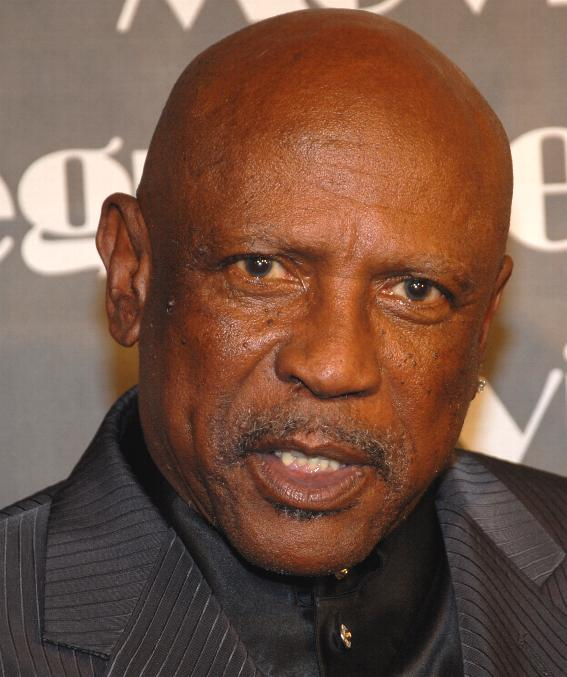
لوئیس گوست، جونیور، Best Best Supporting Actor – Series, Miniseries or Television Film winner

### فیلم سینمایی
| بهترین فیلم | بهترین فیلم |
| جایزه گلدن گلوب بهترین فیلم – درام | جایزه گلدن گلوب بهترین فیلم – موزیکال یا کمدی |
| --- | --- |
| باگزی - جی‌اف‌کی (فیلم) - شاهزاده جزر و مد - سکوت بره‌ها (فیلم) - تلما و لوییز | دیو و دلبر (فیلم ۱۹۹۱) - حقه‌بازان شهر - تعهدات (فیلم) - شاه ماهیگیر - گوجه‌فرنگی‌های سبز سرخ‌شده |
| بهترین اجرا در یک Motion Picture – Drama | |
| جایزه گلدن گلوب بهترین بازیگر مرد – فیلم درام | جایزه گلدن گلوب بهترین بازیگر زن – فیلم درام |
| نیک نولتی – شاهزاده جزر و مد در نقش Tom Wingo - وارن بیتی – باگزی - کوین کاستنر – جی‌اف‌کی (فیلم) - رابرت دنیرو – تنگه وحشت (فیلم ۱۹۹۱) - آنتونی هاپکینز – سکوت بره‌ها (فیلم)                                                      | جودی فاستر – سکوت بره‌ها (فیلم) در نقش کلاریس استارلینگ - آنت بنینگ – باگزی - جینا دیویس – تلما و لوییز - لورا درن – رز پریشان - سوزان ساراندون – تلما و لوییز |
| بهترین اجرا در یک Motion Picture – Musical or Comedy | |
| جایزه گلدن گلوب بهترین بازیگر مرد – فیلم موزیکال یا کمدی | جایزه گلدن گلوب بهترین بازیگر زن – فیلم موزیکال یا کمدی |
| رابین ویلیامز – شاه ماهیگیر در نقش Parry - جف بریجز – شاه ماهیگیر - بیلی کریستال – حقه‌بازان شهر - داستین هافمن – هوک (فیلم) - کوین کلاین – ظرف صابون (فیلم)                                                                     | بت میدلر – برای پسران در نقش Dixie Leonard - الن بارکین – کلید (فیلم ۱۹۹۱) - کتی بیتس – گوجه‌فرنگی‌های سبز سرخ‌شده - آنجلیکا هیوستون – خانواده آدامز (فیلم ۱۹۹۱) - میشل فایفر – فرانکی و جانی |
| بهترین اجرای مکمل در یک Motion Picture – Drama, Musical or Comedy | |
| جایزه گلدن گلوب بهترین بازیگر نقش مکمل مرد | جایزه گلدن گلوب بهترین بازیگر نقش مکمل زن |
| جک پالانس – حقه‌بازان شهر در نقش Curly Washburn - ند بیتی – Hear My Song - جان گودمن – بارتون فینک - هاروی کایتل – باگزی - بن کینگزلی – باگزی                                                                                    | مرسدس روئل – شاه ماهیگیر در نقش Anne Napolitano - نیکول کیدمن – بیلی باتگیت - داین لد – رز پریشان - جولیت لوئیس – تنگه وحشت (فیلم ۱۹۹۱) - جسیکا تندی – گوجه‌فرنگی‌های سبز سرخ‌شده |
| جایزه گلدن گلوب بهترین کارگردانی | جایزه گلدن گلوب بهترین فیلم‌نامه |
| الیور استون – جی‌اف‌کی (فیلم) - بری لوینسون – باگزی - جاناتان دمی – سکوت بره‌ها (فیلم) - تری گیلیام – شاه ماهیگیر - باربارا استرایسند – شاهزاده جزر و مد                                                                           | تلما و لوییز – کالی خوری - باگزی – جیمز توباک - گرند کنیون (فیلم ۱۹۹۱) – لارنس کاسدان and Meg Kasdan - جی‌اف‌کی (فیلم) – Zachary Sklar and الیور استون - سکوت بره‌ها (فیلم) – تد تلی |
| جایزه گلدن گلوب بهترین موسیقی | جایزه گلدن گلوب بهترین ترانه غیراقتباسی |
| دیو و دلبر (فیلم ۱۹۹۱) – آلن منکن - At Play in the Fields of the Lord – زبیگنیف پرایزنر - باگزی – انیو موریکونه - مرگ دوباره – پاتریک دویل - برای پسران – دیو گروسین - رابین هود: شاهزاده دزدان – مایکل کیمن                    | "دیو و دلبر (ترانه دیزنی)" performed by پیابو برایسن and سلین دیون – دیو و دلبر (فیلم ۱۹۹۱) - "Be Our Guest" performed by آنجلا لنسبوری and جری اورباک – دیو و دلبر (فیلم ۱۹۹۱) - "Dreams to Dream" – An American Tail: Fievel Goes West - "(هرچه می‌کنم) به‌خاطر تو می‌کنم" – رابین هود: شاهزاده دزدان - "اشک در بهشت" performed by اریک کلپتون – راش (فیلم ۱۹۹۱) |
| جایزه گلدن گلوب بهترین فیلم غیر انگلیسی‌زبان | |
| اروپا اروپا, آلمان - زندگی دوگانه ورونیکا, فرانسه - کفش پاشنه‌بلند (فیلم ۱۹۹۱), اسپانیا - Lost in Siberia (Zateryannyy v Sibiri), اتحاد جماهیر شوروی سوسیالیستی - مادام بوواری (فیلم ۱۹۹۱), France - دختری به نام نیکیتا, France | |

The following films received multiple nominations:
| Nominations | Title                    |
| ----------- | ------------------------ |
| ۸           | باگزی                    |
| ۵           | شاه ماهیگیر              |
| ۵           | سکوت بره‌ها (فیلم)        |
| ۴           | دیو و دلبر (فیلم ۱۹۹۱)   |
| ۴           | جی‌اف‌کی (فیلم)            |
| ۴           | تلما و لوییز             |
| ۳           | حقه‌بازان شهر             |
| ۳           | گوجه‌فرنگی‌های سبز سرخ‌شده  |
| ۳           | شاهزاده جزر و مد         |
| ۲           | تنگه وحشت (فیلم ۱۹۹۱)    |
| ۲           | برای پسران               |
| ۲           | رز پریشان                |
| ۲           | رابین هود: شاهزاده دزدان |

The following films received multiple wins:
| Wins | Title                |
| ---- | -------------------- |
| ۳    | Beauty and the Beast |
| ۲    | The Fisher King      |

### Television
| Best Television Series | Best Television Series |
| Best Series – Drama | Best Series – Comedy or Musical |
| --- | --- |
| Northern Exposure - بورلی هیلز، ۹۰۲۱۰ - I'll Fly Away - L.A. Law - نظم و قانون | Brooklyn Bridge - چیرز - Evening Shade - دختران زرین - مورفی براون |
| Best Lead Actor in a Television Series | |
| Best Actor – Drama Series | Best Actor – Comedy or Musical Series |
| اسکات باکولا – Quantum Leap - مارک هارمون – Reasonable Doubts - جیمز ارل جونز – Pros & Cons - راب مورو – Northern Exposure - کرول اوکانر – In the Heat of the Night - سم واترستون – I'll Fly Away | برت رینولدز – Evening Shade - تد دنسن – چیرز - نیل پاتریک هریس – Doogie Howser, M.D. - کریگ تی. نلسن – Coach - اد اونیل – متأهل… بچه‌دار                                               |
| Best Lead Actress in a Television Series | |
| Best Actress – Drama Series | Best Actress – Comedy or Musical Series |
| آنجلا لنسبوری – Murder, She Wrote - سوزان دی – L.A. Law - شارون گلس – The Trials of Rosie O'Neill - مارلی متلین – Reasonable Doubts - جنین ترنر – Northern Exposure                               | کندیس برگن – مورفی براون - کرستی الی – چیرز - جیمی لی کرتیس – Anything But Love - روزان بار – روزان - کیتی سیگال – متأهل… بچه‌دار                                                      |
| Best Supporting Performance – Series, Miniseries or Television Film | |
| Best Supporting Actor – Series, Miniseries or Television Film | Best Supporting Actress – Series, Miniseries or Television Film |
| لوئیس گوست، جونیور – The Josephine Baker Story - لری دریک – L.A. Law - مایکل جیتر – Evening Shade - ریچارد کایلی – جدا اما برابر (فیلم) - دین استاکول – Quantum Leap                              | آماندا داناهو – L.A. Law - سامی دیویس – Homefront - فیت فورد – مورفی براون - ایستل گتی – دختران زرین - پارک اورال – Empty Nest - رئا پرلمان – چیرز - جین استیپلتون – Fire in the Dark |
| Best Actor – Miniseries or Television Movie | Best Actress – Miniseries or Television Movie |
| بو بریجز – Without Warning: The James Brady Story - سم الیوت – Conagher - پیتر فالک – Columbo and the Murder of a Rock Star - سم نیل – One Against the Wind - سیدنی پوآتیه – جدا اما برابر (فیلم) | جودی دیویس – One Against the Wind - گلن کلوز – Sarah, Plain and Tall - سالی کرکلند – The Haunted - جسیکا تندی – The Story Lady - لین ویتفیلد – The Josephine Baker Story              |
| Best Miniseries or Television Movie | |
| One Against the Wind - In a Child's Name - The Josephine Baker Story - Sarah, Plain and Tall - جدا اما برابر (فیلم)                                                                               | |

The following programs received multiple nominations:
| Nominations | Title                     |
| ----------- | ------------------------- |
| ۴           | چیرز                      |
| ۴           | L.A. Law                  |
| ۳           | Evening Shade             |
| ۳           | مورفی براون               |
| ۳           | One Against the Wind      |
| ۳           | جدا اما برابر (فیلم)      |
| ۲           | دختران زرین               |
| ۲           | I'll Fly Away             |
| ۲           | The Josephine Baker Story |
| ۲           | متأهل… بچه‌دار             |
| ۲           | Northern Exposure         |
| ۲           | Quantum Leap              |
| ۲           | Reasonable Doubts         |
| ۲           | Sarah, Plain and Tall     |

The following films and programs received multiple wins:
| Wins | Title                |
| ---- | -------------------- |
| ۲    | One Against the Wind |

## Ceremony

### Presenters
- کتی بیتس
- کوربین برنسن
- مایکل کین
- بروس دیویسن
- شانن دوهرتی
- چارلز دارنینگ
- والریا گولینو
- جان گودمن
- جرمی آیرونز
- پایپر لوری
- جنیفر جیسن لی
- کایل مک‌لاکلن
- کیت نلیگان
- لوک پری
- جیسون پریستلی
- آیدان کوئین
- میمی راجرز
- جین راسل
- آرنولد شوارتزنگر
- پاتریشا وتیگ
- روتخر هاور

### جایزه گلدن گلوب سیسیل بی. دمیل
رابرت میچام

### Miss Golden Globe
جولی فیشر (daughter of Connie Fisher & ادی فیشر)

## Awards breakdown
The following networks received multiple nominations:
| Nominations | Network                 |
| ----------- | ----------------------- |
| ۲۰          | ان‌بی‌سی                  |
| ۱۶          | سی‌بی‌اس                  |
| ۹           | شرکت پخش رسانه‌ای آمریکا |
| ۴           | شرکت پخش همگانی فاکس    |
| ۲           | اچ‌بی‌او                  |

The following networks received multiple wins:
| Wins | Network |
| ---- | ------- |
| ۲    | CBS     |